# مايكولا بازان
ميكولا بلاتونوفيتش بازان ((بالأوكرانية: Микола Платонович Бажан)‏ كان كاتبا وشاعرا،أوكرانيا، وهو شخصية سياسية وعامة بارزه للغاية. كان أكاديميًا في أكاديمية العلوم في جمهورية أوكرانيا الاشتراكية السوفيتية (1951)، وأخصائي علوم مستحقة في جمهورية أوكرانيا الاشتراكية السوفيتية (1966)، وأخصائي فنون مستحقة في جمهورية جورجيا الاشتراكية السوفيتية (1964)، وشاعر الشعب في جمهورية أوزبكستان الاشتراكية السوفيتية.
كان بازان نائبا للشعب في مجلس السوفيت الأعلى للاتحاد السوفيتي لاثنين من خمس دعوات (1946 – 1962)، والمجلس الأعلى لجمهورية أوكرانيا الاشتراكية السوفيتية لمدة ستة من تسع دعوات (1963 – 1980). وكان عضوا في اللجنة المركزية للحزب الشيوعي للاتحاد السوفيتي وانتخب عضوا في اللجنة المركزية للحزب الشيوعي في جمهورية أوكرانيا الاشتراكية السوفيتية في عدة مناسبات في مؤتمرات الحزب (17 و 21 من 25). في 1943 – 49 كان بازان نائبا لرئيس مجلس الوزراء (المفوضين) في جمهورية أوكرانيا الاشتراكية السوفيتية.

## السيرة الشخصية
وُلد ميكولا بازان في مدينة كامينيتس، وهي مركز إداري في محافظة بودوليا، ومع ذلك قضى سنوات شبابه في اومان، محافظة كييف. كان والده بلاتون أرتيموفيتش بازان، وهو مواطن من منطقة بولتافا، رسام خرائط عسكريه ومحارب قديم في الجيش الشعبي الأوكراني.
في عام 1923 تخرج ميكولا بازان من كلية أومان التعاونية وانتقل إلى كييف حيث درس في معهد تعاوني في البداية ثم في معهد للعلاقات الخارجية. كان ناشطًا في الحركة الأدبية المستقبليّة، ونشرت قصيدته الأولى في كييف عام 1923 وكتابه الأول «دورية السابع عشر» في خاركيف عام 1926. في عام 1926 تزوج من الكاتبه الأوكرانيه هاينا كوفالينكو وهي من مواليد كييف. في عام 1938، انفصل عن زوجته وتزوج مرة أخرى، بنينا لاور، بعد ذلك بوقت قصير.
خلال ثلاثينيات القرن العشرين، كان ينظر إلى عمل بازان على أنه «مناهض للبروليتاريا» وأصبح موضوعًا لعدد من الحملات الرسمية المناهضة للقومية. في عام 1937 شعر أن اعتقاله وشيك ونادراً ما كان ينام في المنزل. في عام 1939 حصل بازان على وسام لينين بسبب ترجمته إلى الأوكرانية للشعار الملحمي «المحارب في جلد النمور» للشاعر الجورجي في العصور الوسطى شوتا روستافيلي. اكتشف بازان هذا الأمر من إحدى الصحف بينما كان يختبئ من اعتقاله الوشيك في حديقة مدينة في كييف. أخبره نيكيتا خروتشوف في النهاية أنه قد تم إلقاء القبض عليه، لكن ستالين كان مولعًا بترجمته في روستافيلي، وغير رأيه. في عام 1940، أجبر ميكولا بازان على الانضمام إلى الحزب الشيوعي في الاتحاد السوفيتي.
خلال الحرب الوطنية العظمى أصبح بازان مراسلًا عسكريًا ومحررًا لجريدة أوكرانيا السوفيتية . في عام 1943، نشر كتابًا بعنوان Stalingrad Notebook ، وفي عام 1946 حصل على جائزة ستالين. في 1953-1959 ترأس بازان اتحاد الكتاب في أوكرانيا. خلال «ذوبان خروتشوف»، في 2 يوليو 1956، أثار أمام اللجنة المركزية للحزب الشيوعي الأوكراني مسألة إعادة تأهيل العديد من الكتاب المكبوتين: فاسيل بوبينسكي وهريهوري إيبيك وإيفان كوليك وميكولا كوليش وغيرهم.
بفي عام 1970، تم ترشيح بازان لجائزة نوبل في الأدب، لكنه أجبر من قبل السلطات السوفيتية لكتابة رسالة ترفض ترشيحه.
من عام 1957 وحتى وفاته، كان بازان رئيس التحرير المؤسس للنسخة الرئيسية من نشر الموسوعة السوفيتية الأوكرانية. لم يكتمل النشر في حياته؛ كانت الطبعة الأولى، مع ذلك، تم إصدار الموسوعة السوفيتية الأوكرانية الأولية في 17 مجلدا 1959 – 1965. تم إصدار العمل الثاني 12 مجلدا– كانت المؤسسة مسؤولة بالإضافة إلى ذلك عن عدد كبير من الأعمال المرجعية الأوكرانية الرئيسية الأخرى. كان بازان أيضًا أحد مؤلفي نشيد الجمهورية الاشتراكية السوفيتية الأوكرانية. توفي في كييف في عام 1983.

## الجوائز
- جائزة شوتا روستافيلي لولاية جورجيا الاشتراكية السوفيتية (1937)
- وسام لينين (1939، 1954، 1960، 1964، 1974)
- وسام الراية الحمراء (1940)
- جائزة ستالين (1946، 1949)
- وسام الراية الحمراء للعمل (1948، 1967)
- جائزة الدولة تاراس شيفتشينكو من SSR الأوكرانية (1965)
- جائزة الدولة في جمهورية أوكرانيا الاشتراكية السوفيتية (1971)
- بطل العمل الاشتراكي (1974)

## روابط خارجية
- شعر بازان في الترجمة الإنجليزية